# Безеншково Буковє
Безеншково Буковє (словен. Bezenškovo Bukovje) — поселення в общині Войник, Савинський регіон, Словенія.
Висота над рівнем моря: 413,6 м.